# Marshalljohnstonia
Marshalljohnstonia là một chi thực vật có hoa trong họ Cúc (Asteraceae).

## Loài
Chi Marshalljohnstonia gồm các loài: